# 学校法人國學院大學栃木学園
学校法人國學院大學栃木学園（がっこうほうじんこくがくいんだいがくとちぎがくえん）は、栃木県栃木市に本部をおく学校法人である。学校法人國學院大學および栃木県神社庁と深い関係にある。

## 沿革
- 1959年（昭和34年） - 学校法人國學院大學は栃木県神社界及び栃木市の要望により、栃木市平井町608番地に附属高等学校設置を決定。
- 1960年（昭和35年） - 國學院大學栃木高等学校開校
- 1963年（昭和38年） - 学校法人國學院大學栃木学園を設立し、学校法人國學院大學より分離独立する
- 1965年（昭和40年） - 國學院大學栃木二杉幼稚園開園
- 1966年（昭和40年） - 國學院大學栃木短期大学開学
- 1996年（平成8年） - 國學院大學栃木中学校を設置
- 2024年（令和6年） - 2026年度以降の短期大学の学生募集停止を発表[1]

## 設置学校

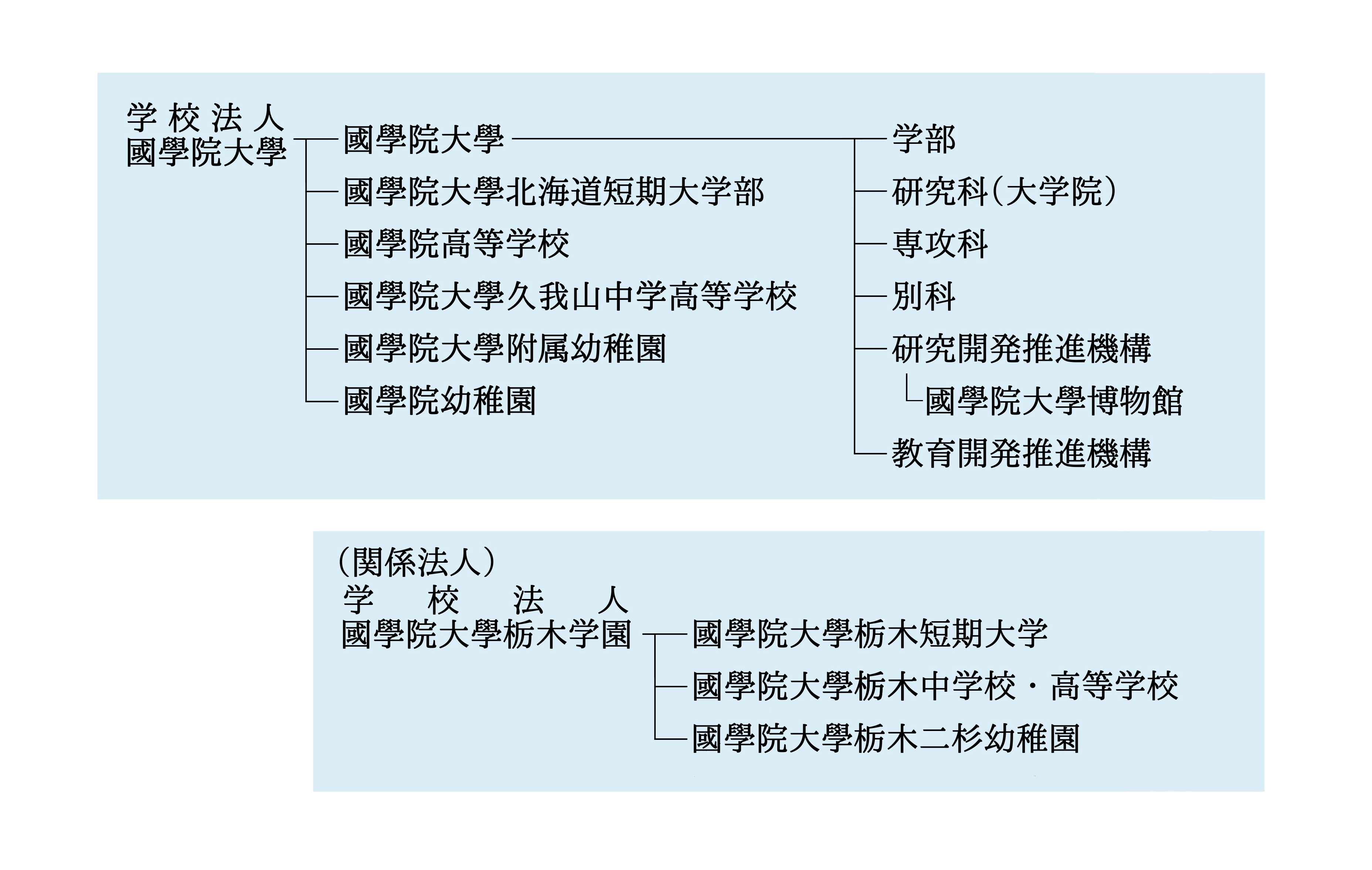
國學院大學・國學院大學栃木組織図

- 國學院大學栃木短期大学
- 國學院大學栃木中学校・高等学校
- 國學院大學栃木二杉幼稚園

## 法人関係者
- 佐佐木行忠:初代理事長
- 松尾三郎:2代理事長
- 佐々木周二:創立者。理事長代行、後に理事長[2]